# Sunny Choi
Sunny Choi, pseudonimo di Grace Sun Choi (Cookeville, 10 novembre 1988), è una danzatrice ed ex ginnasta statunitense che ha rappresentato gli Stati Uniti d'America ai Giochi della XXXIII Olimpiade nella gara femminile di break dance.

## Biografia

### Infanzia e istruzione
Grace Sun Choi è nata il 10 novembre 1988 a Cookeville, città statunitense nello Stato del Tennessee. Terza di quattro figli, i suoi genitori, Jung-In e Kyung-Ju Choi, negli anni '70 emigrarono da Daegu, in Corea del Sud, per frequentare il PhD all'Università del Tennessee. Al momento della nascita di Sunny, la madre avrebbe dovuto insegnare statistica alla Tennessee Technological University. Grace è stata chiamata col soprannome Sunny fin dalla nascita, nome che ha poi mantenuto anche come nome d'arte per le gare di break dance, un riferimento alla sua personalità solare. All'età di 7 anni, Sunny si trasferì a Louisville, in Kentucky, con la famiglia. In seguito l'atleta ha dichiarato che, durante gli anni della scuola elementare, è stata vittima di diversi episodi di razzismo, che l'hanno portata all'alienazione e alla generazione di complessi d'inferiorità che hanno poi avuto un impatto negativo durante la sua crescita.
Da bambina, all'età di 3 anni, la Choi mostrò un interesse nei confronti della ginnastica artistica, nato guardando le competizioni del concorso individuale femminile alle Olimpiadi di Barcellona 1992. Suo fratello maggiore Jin ha affermato che la Choi "faceva le capriole con il pannolino". Sunny tentò anche di partecipare alle Olimpiadi di Sydney 2000, quando aveva 12 anni, ma la famiglia non volle. Tuttavia, un infortunio al ginocchio, unito alle alte aspettative della Choi e della famiglia, portò a dei cali nelle prestazioni dell'atleta, innescando dei periodi di depressione. La stessa atleta in seguitò dichiarò di aver avuto pensieri suicidi e allucinazioni indotte da eccessiva stanchezza. Nel 2007, la Choi si avvicinò alla break dance grazie al fratello minore, anch'esso ballerino, il quale però notò che la sorella "riteneva lo sport fico ma non ci si dedicava molto, sminuendolo, perché d'altronde chi è che ritiene 'fico' qualcosa che gli viene presentato dal proprio fratellino?".
La Choi studiò economia alla Wharton School dell'Università della Pennsylvania, dove si unì alla squadra di ginnastica artistica. Tuttavia, a causa di diversi infortuni, fu costretta ad abbandonare. Una sera, ritornando a casa, la Choi notò un gruppo di studenti che stava praticando la break dance nel campus. Decise quindi di dare una seconda chance alla disciplina, iscrivendosi alla squadra di break dance dell'Università, trovando una comunità di cui fidarsi, un ambiente ricco di adrenalina e un nuovo modo di utilizzare le sue capacità da ginnasta.
Durante l'università, la Choi ha continuato a praticare la break dance nonostante non si sentisse totalmente integrata nell'ambiente. Ciò a causa principalmente della sua identità asiatico-americana e per via di una mancata profonda conoscenza del mondo hip hop, eccezione fatta per una breve fase adolescenziale in cui l'atleta si era avvicinata alla dirty south. La Choi ha quindi iniziato a immergersi nella cultura hip hop della città di Filadelfia, venendo quasi espulsa dall'università per via delle sue numerose assenze. Sunny ha comunque deciso di continuare i suoi studi, laureandosi nel 2011.

### Carriera
Nel 2012 la Choi si è trasferita nel Queens, a New York, dove attualmente vive. Sunny ha iniziato a gareggiare nelle competizioni internazionali nel 2014, vincendo il suo primo titolo nel 2019, un argento, alla prima edizione dei World Urban Games. Tuttavia, per garantirsi una stabilità economica, la Choi ha assunto diversi ruoli aziendali nel marketing e nel project management, nonostante la sua totale insoddisfazione nei confronti del mondo aziendale. In seguito, nel 2021, è stata assunta dalla Estée Lauder come direttrice marketing per le campagne di comunicazione globali, continuando a praticare la break dance come hobby. Lo stesso anno, inoltre, era stato annunciato che la break dance sarebbe entrata ufficialmente come sport alle Olimpiadi di Parigi 2024, ma l'atleta aveva remore che non riuscisse a bilanciare la sua vita lavorativa con l'attività sportiva.
Ai Giochi mondiali 2022, tenutisi a Birmingham, in Alabama, la Choi vinse la medaglia d'argento nella competizione femminile. Nel gennaio 2023, sei mesi dopo la sua vittoria, Sunny si licenziò dalla Estée Lauder per poter intraprendere a tempo pieno la carriera da breaker, oltre al fatto che le forti pressioni lavorative le stavano facendo rivivere pesanti momenti di depressione.
Ai Giochi panamericani di Santiago 2023, la Choi vinse la competizione femminile di break dance, guadagnandosi la medaglia d'oro e un posto per la gara femminile di break dance alle Olimpiadi di Parigi 2024, diventando la prima statunitense a qualificarsi per la competizione.
Alle Olimpiadi, Sunny viene eliminata durante la fase a gironi, concludendo la sua competizione alla 12ª posizione complessiva. Dopo la sua gara olimpica, l'atleta ha dichiarato di voler aprire un centro di break dance nel Queens.

## Palmarès
| Anno | Manifestazione      | Evento  | Sede       | Risultato | Fonte  |
| ---- | ------------------- | ------- | ---------- | --------- | ------ |
| 2019 | World Urban Games   | B-Girls | Budapest   | Argento   | [ 19 ] |
| 2022 | Giochi mondiali     | B-Girls | Birmingham | Argento   | [ 20 ] |
| 2021 | Mondiali            | B-Girls | Parigi     | 7°        | [ 21 ] |
| 2022 | Mondiali            | B-Girls | Seul       | 7°        | [ 22 ] |
| 2023 | Mondiali            | B-Girls | Lovanio    | 17°       | [ 23 ] |
| 2022 | Giochi panamericani | B-Girls | Santiago   | Oro       | [ 24 ] |
| 2024 | Giochi olimpici     | B-Girls | Parigi     | 12°       | [ 17 ] |